# 호엔잘츠부르크성

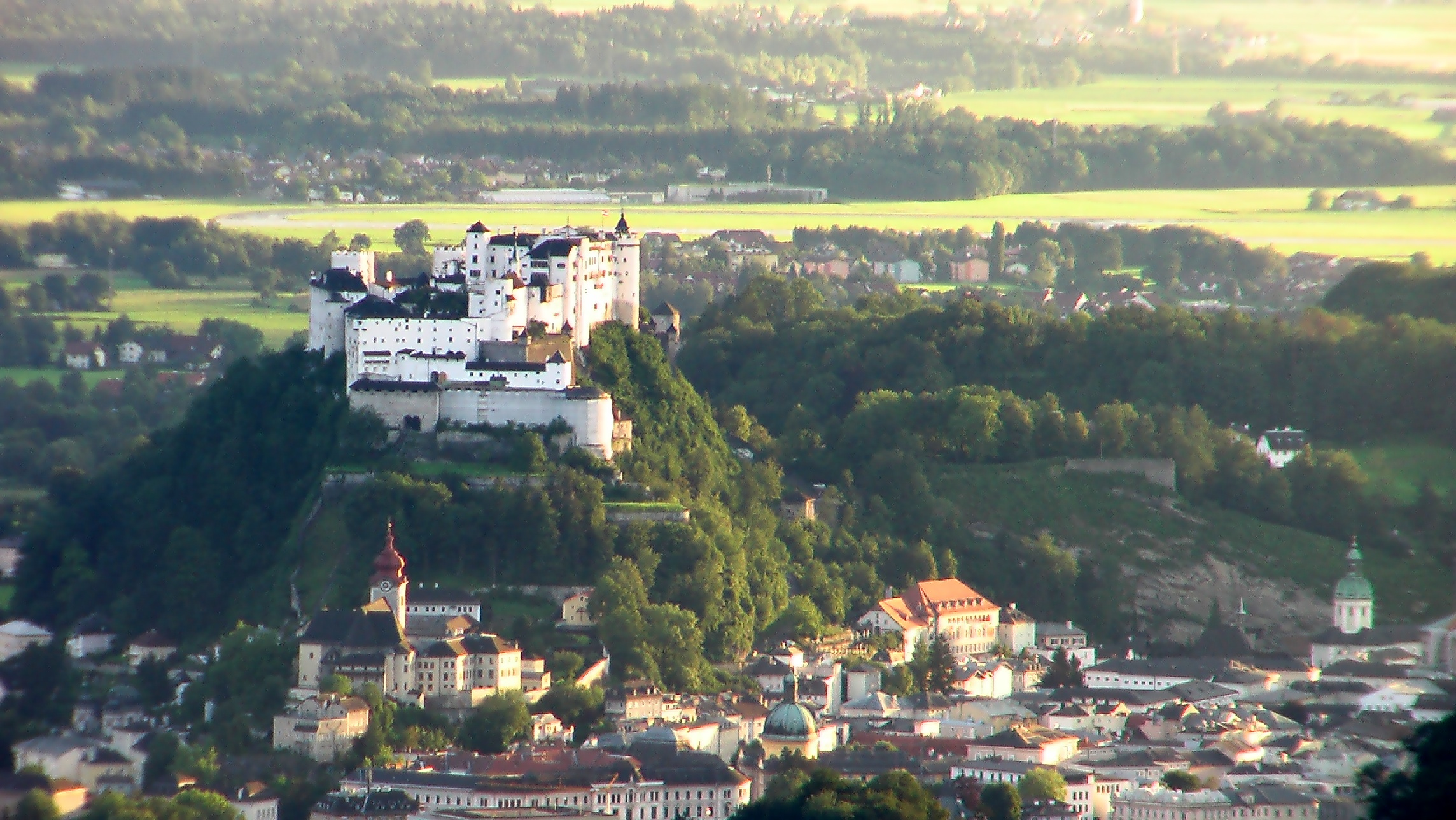
호엔잘츠부르크성의 전경

호엔잘츠부르크성(독일어: Festung Hohensalzburg)은 오스트리아 잘츠부르크 Festungsberg 산의 꼭대기에 위치한 성이자 요새이다.
잘츠부르크 대주교의 명에 따라 지어졌으며 유럽에서 가장 큰 중세시대 성 중 하나이다.

## 역사
초기 역사
요새는 1077년 대주교 게브하르트 폰 할펜스타인의 명령으로 만들어졌다.
신성 로마 제국 당시 정치적 세력이 컸던 잘츠부르크의 대주교는 이익 보호를 위해 성을 확장시켰다.

최근 역사
호엔잘츠부르크성은 19세기 말부터 개조되기 시작하여 현재 잘츠부르크의 주요 관광 명소 중 하나가 되었고
유럽에 현존하는 가장 잘 보존된 성 중 하나이다. 1892년 운행되기 시작한 페스퉁스반 케이블카를 타고 올라 갈 수 있다.
20세기 초에는 제1차 세계 대전의 이탈리아 죄수들과 나치 전범들을 수용하는 감옥으로 사용되었다.
1977년에는 오스트리아 조폐국에서 호엔잘츠부르크성의 900주년 기념 주화를 발행했고 2006년 4월에는
호엔잘츠부르크성이 오스트리아 논베르크 수도원 기념 주화의 모티브가 되었다.

## 같이 보기
- 잘츠부르크 대성당